# Sam Kerr
Samantha May Kerr OAM (* 10. září 1993) je australská fotbalistka, která hraje jako útočnice za Chelsea a za australskou reprezentaci, které je kapitánkou. Kerr je známá svou rychlostí a dovednostmi, je považována za jednu z nejlepších útočnic na světě.
Kerr je nejlepší střelkyně australské reprezentace s 69 góly.
Kerr začala svou kariéru ve věku 15 let v Perth Glory, kde hrála od roku 2008 do roku 2012, od roku 2012 do roku 2014 hrála za Sydney FC. Během své kariéry hrála za Western New York Flash, Sky Blue FC a Chicago Red Stars z americké ligy. V roce 2019 naznačila svůj zájem hrát v Evropě. Nakonec podepsala smlouvu s Chelsea, s klubem (k roku 2024) vyhrála 8 trofejí a dopomohla klubu do finále Ligy mistrů.
Svoje první mezinárodní utkání za australskou seniorskou reprezentaci odehrála v roce 2009, ve věku 15 let. Hrála na kontinentálních (asijských) mistrovstvích v letech 2010, 2014, 2018 a 2022, mistrovstvích světa v letech 2011, 2015, 2019 a 2023 a Letních olympijských hrách v letech 2016 a 2020. Na Mistrovství světa 2019 se stala první australankou, která vstřelila hattrick na MS. Byla kapitánkou týmu na LOH 2020, odložených na rok 2021.